# Olym
L'Olym (in russo Олым?) è un fiume della Russia europea, affluente di destra della Sosna (bacino del Don). Scorre nell'oblast' di Kursk (parzialmente lungo il confine con quella di Voronež) e nell'oblast' di Lipeck (parzialmente lungo il confine con quella di Orël.
La fonte si trova sul rialto centrale russo, a nord del villaggio di Goršečnoe (Oblast' di Kursk). Il fiume scorre in direzione settentrionale, attraversa l'insediamento di tipo urbano di Kastornoe e sfocia nella Sosna a 91 km dalla foce, a sud del villaggio di Černava. La lunghezza del fiume è di 151 km. L'area del bacino idrografico è di 3 090 km². Gela da novembre a marzo-aprile.